# Roesel-rétiszöcske
A Roesel-rétiszöcske (Roeseliana roeselii) a fürgeszöcskék családjába tartozó, Eurázsiában és Észak-Amerikában honos szöcskefaj.

## Megjelenése
A Roesel-rétiszöcske testhossza a hím esetében 15-18 mm, a nőstény 15-20 mm, ehhez járul a 6-8 mm-es tojócső. Alapszíne barna vagy barnássárgás, néha zöldes. A torpajzs oldalsó lebenyei többnyire sötétek, éles ellentétben a pajzs egész szélén végighúzódó, világos, zöldes-fehéres csíkkal. A szárnyak visszafejlődtek, a nőstényeknél a potroh feléig érnek,; a hímeké hosszabb, de nem éri el a potroh végét. Előfordulnak teljes szárnyú egyedek is, melyek jól tudnak repülni; illetve ritkán ennél hosszabb (hyperpter) példányokkal is találkozhatunk de ezek ivarszervei csökevényesek, vagy csökkent szaporodó képességűek. A hátsó combon fekete, fűrészfogas mintázat húzódik végig. A hímek cerkuszának (potrohfüggelékének) közvetlenül a vége előtt erős, hegyes fog található. A nőstény tojócsöve erősen hajlott, sötétbarna vagy fekete, a töve világosabb, sárgás vagy zöldes lehet. 
Ciripelése erős, 30 méterre is elhallatszik. Éneke perceken át tart, egyenletes, magas (12 kHz feletti) zúgás, mely hasonlít a nagyfeszültségű vezetékek hangjához. Nappal ciripel.

### Hasonló fajok
A sávos rétiszöcske, a szürke rétiszöcske, a púposhasú rétiszöcske és a sötétzöld rétiszöcske hasonlít hozzá.

## Elterjedése
Eurázsiában őshonos a Pireneusoktól egészen Közép-Ázsiáig. Az 1950-es években behurcolták Észak-Amerikába is, ahol nagy területen elterjedt. Magyarországon az egész országban megtalálható, gyakori faj, főleg az Alföldön és a dombvidékeken. 

## Életmódja
Nedves és félszáraz gyepekben fordul elő. Elsősorban az alföldi mocsár- és láprétek lakója, ritkábban a dombvidékek félszáraz rétjein is megtalálható. Inkább növényeket fogyaszt, de időnként kisebb rovarokat, lárvákat is megeszik. Főleg az alacsonyabb gyepszintben tartózkodik. Éjjel és nappal is aktív lehet.
Kifejlett példányaival júniustól októberig találkozhatunk. A nőstények füvek, lágyszárú növények elhalt vagy élő szárába rakják petéiket, amelyek egyszer vagy kétszer áttelelnek. Az április-májusban kikelő lárvák 6-7-szer vedlenek. 

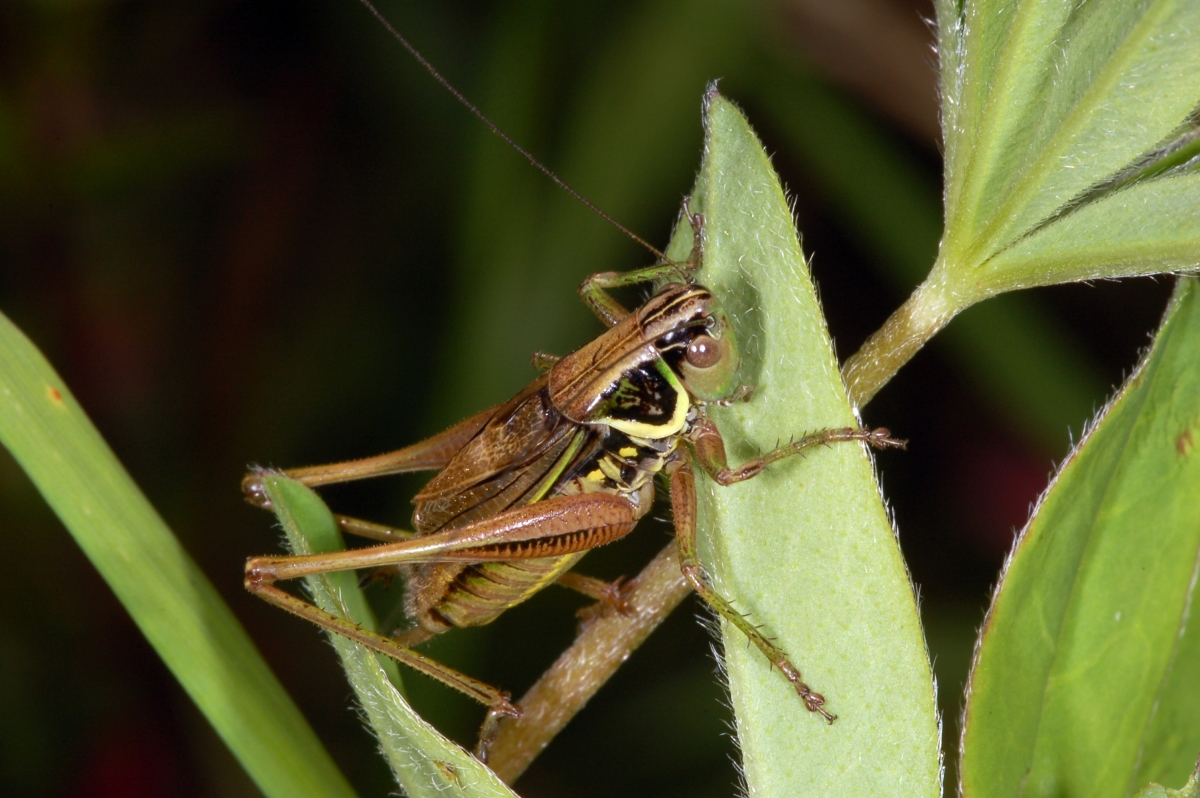
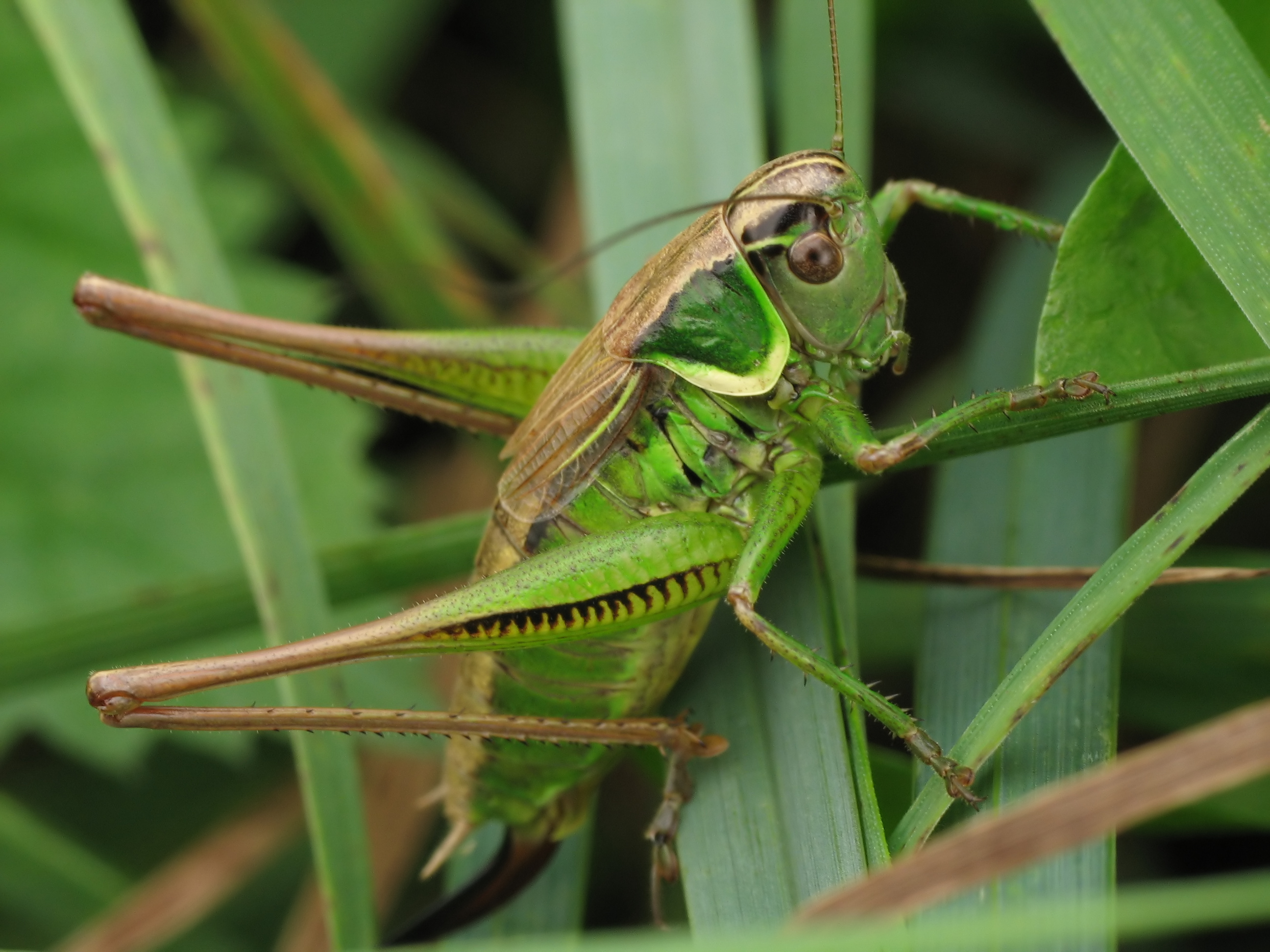
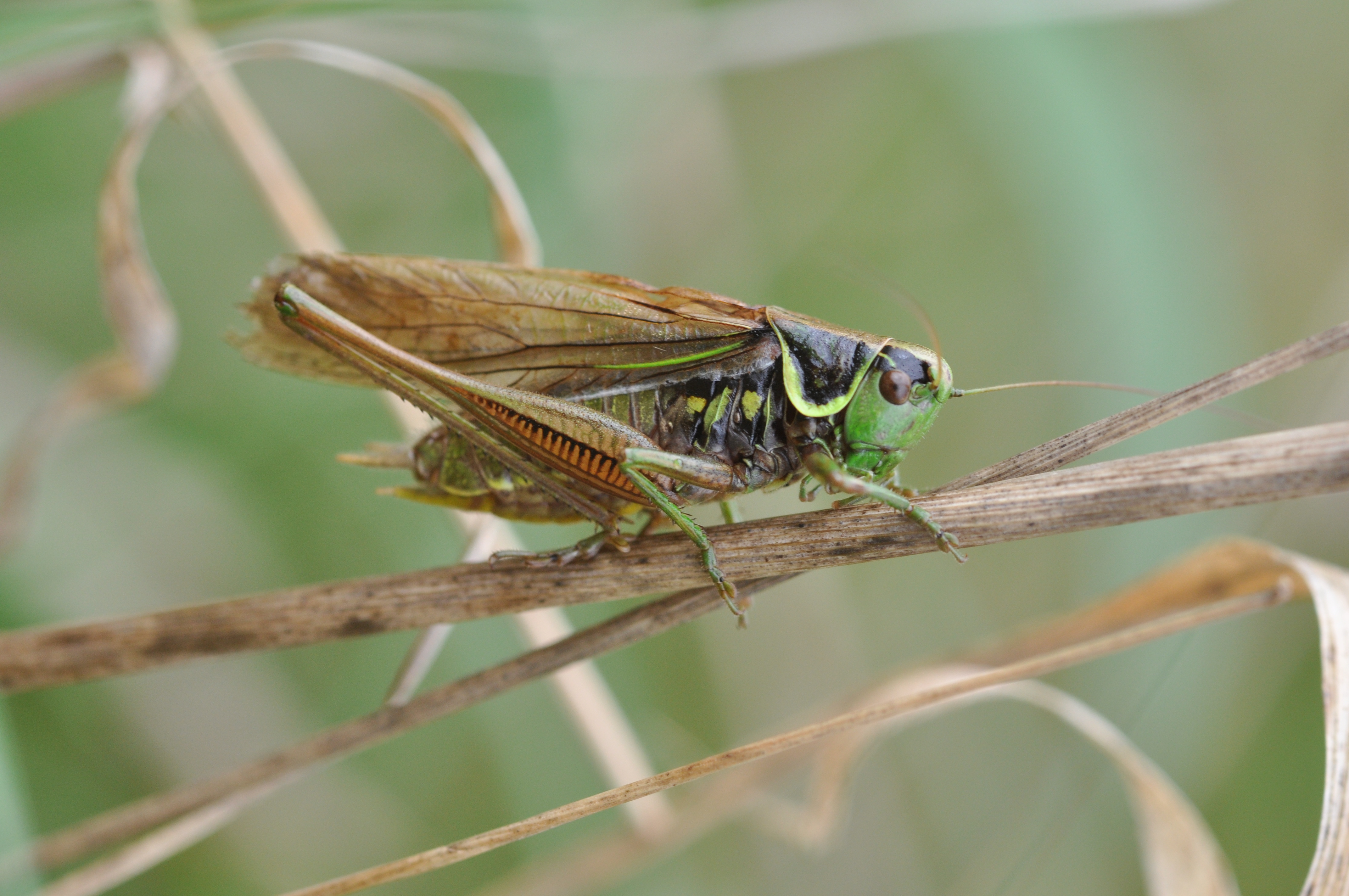
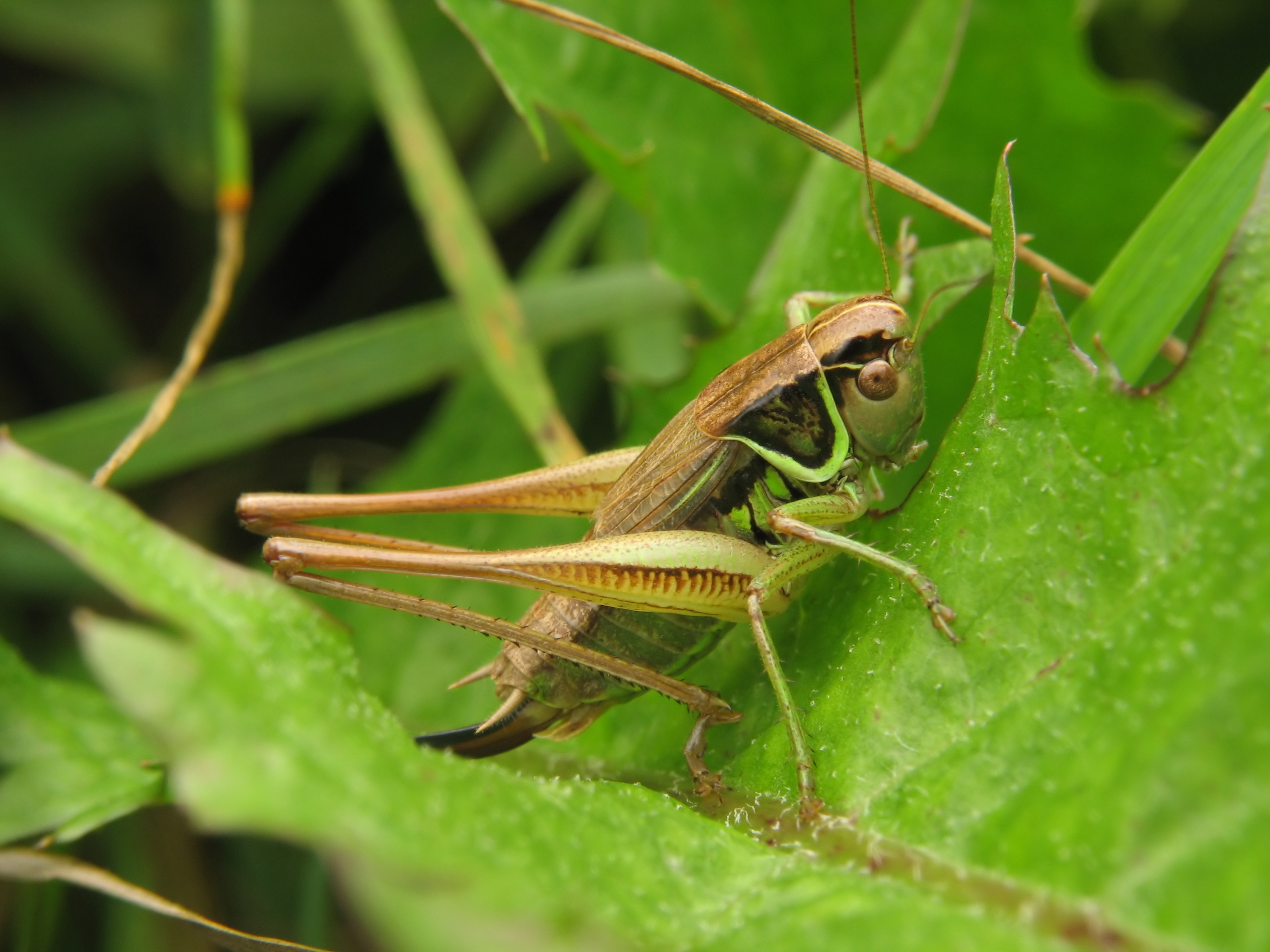
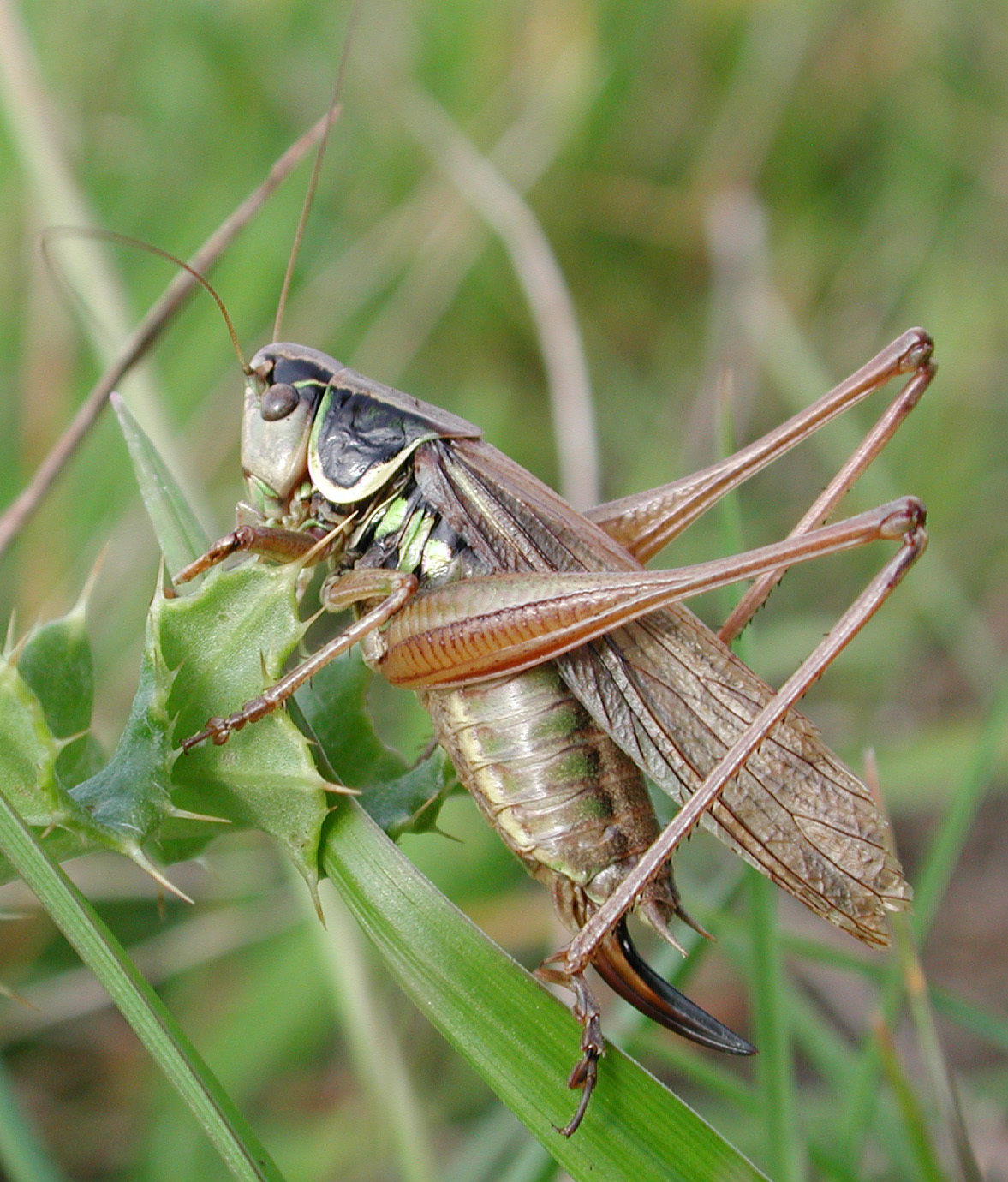

Magyarországon nem védett.